# Lapide di Bescanuova

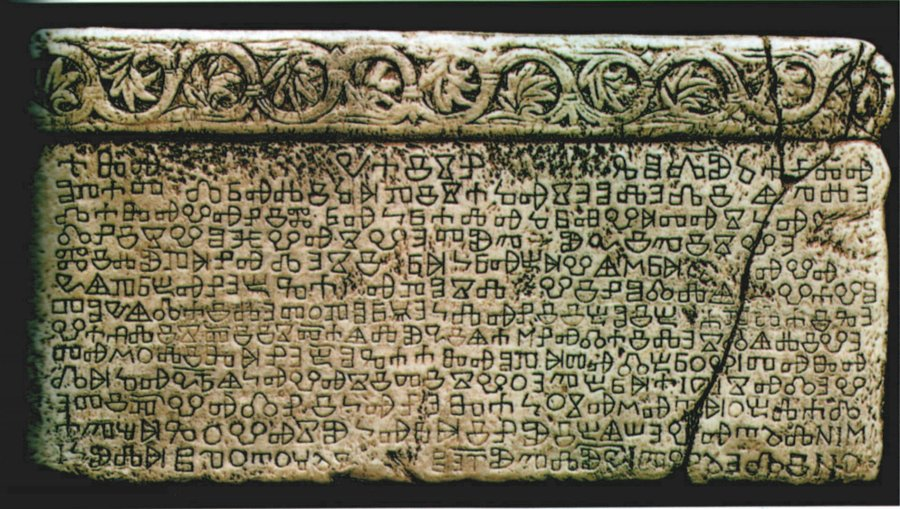
Lapide di Bescanuova

La lapide di Bescanuova o lapide di Basca (in lingua croata Baščanska ploča) è uno dei primi reperti che riporti un'iscrizione in lingua croata.
La lapide, databile al XII secolo, è stata ritrovata nel 1851 nell'isola di Veglia, Krk, a San Giorgio (Jurandvor), presso Bescanuova (in croato Baška), nel pavimento della chiesa romanica di Santa Lucia (Sveta Lucija). A partire dal 1934 la stele è conservata presso l'Accademia croata delle Scienze e delle Arti a Zagabria.
L'iscrizione è scritta in alfabeto glagolitico e sancisce la donazione di alcuni terreni da parte di Demetrius Zvonimir in favore della chiesa benedettina al tempo dell'abate Držiha.
La stele simboleggia la data di nascita del popolo croato, in considerazione del fatto che per la prima volta vengono menzionati in lingua croata il termine Croazia e l'aggettivo corrispettivo.

## Il testo della lapide
... [vъ ime ot]ca i sina [i sve]tago duxa azъ
opat[ъ] drъžixa pisaxъ s o ledině juže
da zvъnъmirъ kralъ xrъvatъskъ[i vъ]
dni svoę vъ svet[uju] luciju i s[vedo]
mi županъ desimra krъbavě mra[tin]ъ vъ l[i]
cě pr(ez)b(itr)ъ neb(o)gъ a ... ъ posl ... vin ... lě ... vъ ... v o
tocě da iže to por(e)če klъni i bo(gъ) i 12 a(posto)la i 4 e
va(n)g'(e)listi i s(ve)taě luciě am(e)nъ da iže sdě žive
tъ moli za ne boga azъ opatъ d(o)brovitъ zъ
daxъ crěkъvъ siju i svoeju bratiju sъ dev
etiju vъ dni kъneza kosъmъta oblad
ajucago vъsu kъrainu i běše vъ tъ dnIm
ikula vъ octočъcI sъ svetuju lucIju vъ edino
Traduzione:
Io, nel nome del Padre e del Figlio e dello Spirito Santo. Io, l'abate Držiha, attesto per iscritto questo nella terra donata da Zvonimiro, il re croato, ai suoi tempi il giorno di Santa Lucia, con testimoni lo zupano Desimiro di Krbava, Martino di Lika, Piribinego di Valdivino e Jakov sull'isola. Chiunque lo neghi, sia maledetto da Dio e dai dodici apostoli e dai quattro evangelisti e da Santa Lucia. Amen. Chi vive qui, possa pregare per loro presso Dio. Io, l'abate Dobrovit, costruii questa chiesa insieme a nove miei confratelli all'epoca dello knez/conte Cosma, che regnava su tutta la Krajina. E a quei tempi Nicola a Otočac era un tutt'uno con Santa Lucia.